# Герб Віли-Франки-де-Шири
Ге́рб Ві́ли-Фра́нки-де-Ши́ри — офіційний символ міста Віла-Франка-де-Шира, Португалія. Використовується як територіальний герб. У золотому щиті срібна вежа, обабіч якої дві золоті лілії. Щит увінчує срібна мурована міська корона з п'ятьма вежами.  Під щитом біла стрічка, на якій великими літерами напис португальською: «cidade de Vila Franca de Xira» (місто Віла-Франка-де-Шира).  Офіційно затверджений 27 червня 2001 року. Створений на основі попереднього містечкового герба, ухваленого 13 грудня 1950 року. 

## Галерея

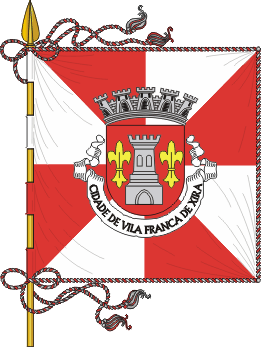
Прапор